# Il morbo di Haggard
Il morbo di Haggard è un romanzo psicologico di Patrick McGrath ambientato in Inghilterra durante la seconda guerra mondiale.

## Trama
Agli inizi della sua carriera di chirurgo Edward Haggard ha una storia d'amore con Fanny Vaughan, moglie di un affermato medico anatomopatologo. Dopo l'inevitabile rottura a causa del rifiuto da parte di Fanny di continuare il loro rapporto ed un conseguente incidente che rende il protagonista schiavo della morfina, Edward si trasferisce in una lontana cittadina di mare dove, sostituendo il medico condotto nel suo ambulatorio, cerca di ricostruire la propria vita.
Alla vigilia dello scoppio della seconda guerra mondiale Edward riceve la visita di James, un giovane pilota della Royal Air Force, il figlio della sua ex amante. In preda al continuo ricordo di Fanny, Edward instaura uno strano e profondo rapporto con James che manifesta piccole ma visibili mutazioni fisiche che indurranno Haggard ad avvicinarsi il più possibile al ragazzo.

## Tecnica narrativa
La narrazione in prima persona è fatta da Edward sotto forma di monologo in una sorta di confessione dei fatti a James.